# Out Stack
Out Stack ou Ootsta é um pequeno ilhéu desabitado das Ilhas Shetland, na Escócia, e é o ponto mais setentrional das Ilhas Britânicas e do Reino Unido, ficando a norte de Muckle Flugga a 3 km a norte da ilha Unst. É uma das North Isles das Shetland e tem 1,5 ha de área.
1. ↑  https://www.bbc.co.uk/programmes/p034ntk8
2. ↑  «Lady Jane Franklin, the Woman Who Fueled 19th-Century Polar Exploration». Atlas Obscura (em inglês). 23 de fevereiro de 2017. Consultado em 17 de setembro de 2018